# Windhoek College of Education
Das Windhoek College of Education (WCE) war eine von vier Pädagogischen Hochschulen in Namibia und bot dreijährige Diplomkurse in Beruflicher Grundbildung für Grundschul- und Gymnasiallehrer, das Basic Education Teacher Diploma (BETD) an.  
Die Hochschule hatte ihren Sitz in der Andrew-Kloppers-Straße in Windhoek-Khomasdal, wurde 1978 gegründet und 1990 mit dem Khomas College of Education zusammengeschlossen.  Sie unterhielt neben den Lehrräumen auch eine Hochschulbibliothek, ein Computer- und Kunstzentrum und Studentenwohnheime.
Mit Wirkung zum 1. April 2010 ging das College in der Fakultät für Erziehungswissenschaften der Universität von Namibia auf.

## Abteilungen
- Sprachen
- Mathematik und Handel
- Naturwissenschaften
- Praktische Fertigkeiten
- Berufliche Fertigkeiten
- Sozialwissenschaften